# Іваниківська сільська рада
| Іваниківська сільська рада — орган місцевого самоврядування у Богородчанському районі Івано-Франківської області з адміністративним центром у с. Іваниківка. Сільській раді підпорядковані населені пункти: - с. Іваниківка |

## Склад ради
Рада складається з 16 депутатів та голови.

### Керівний склад ради
| ПІБ                        | Основні відомості                                                                     | Дата обрання | Дата звільнення |
| -------------------------- | ------------------------------------------------------------------------------------- | ------------ | --------------- |
| Слободян Іван Миколайович  | Сільський голова, 1979 року народження, освіта                                        | 26.03.2006   | 31.10.2010      |
| Василик Михайло Михайлович | Сільський голова, 1961 року народження, освіта вища, член Української Народної Партії | 31.10.2010   |                 |

Примітка: таблиця складена за даними джерела